# Sitio Arqueológico Socsi
El Sitio arqueológico Socsi pertenece al anexo del mismo nombre y pertenece al distrito de Lunahuaná en la provincia de Cañete en el valle medio del Río de Cañete. Se encuentra a 10 kilómetros del centro del distrito, en el km 27.00 de la Carretera Imperial - Lunahuaná.

## Cronología
- Intermedio Tardío. Curacazgo Guarco y Runahuanac  entre 1000 a 1470 d. C.
- Horizonte Tardío. Cultura Inca, entre 1470 a 1532 d. C.

## Estudios
El sitio de interés denominado Socsi no cuenta con estudios previos relacionados con investigaciones arqueológicos, sin embargo se ha constatado que son estructuras arqueológicas. Si tomamos en cuenta también la ubicación, es decir el valle en que se encuentra y las referencias en documentos etnohistóricos de la existencia de dos etnias que habitaron en la zona.[cita requerida]

## Curacazgos
En la información recopilada de los documentos con evidencia histórica escrita por los españoles se menciona la existencia de dos señoríos o reinos que ocuparon el valle antes de la llegada de los Incas siendo estos, los Guarcos ubicados en la parte baja del vale y los Runahuanac o Lunahuanás que se desarrollaron en la parte media del valle.
La primera referencia etnohistórica al reino de Huarco es realizada por Miguel de Estete dentro de la obra de Francisco de Xerez (1534) La verdadera relación de la conquista del Perú y provincia del Cuzco llamada la Nueva Castilla ya que por orden de Francisco Pizarro lleva inserta en el final una pequeña relación titulada “La relacion del viaje que hizo el señor capitán Hernando de Pizarro por mandato del señor Gobernador… desde el pueblo de Caxamalca a Parcama y de allí a Jauja” donde se narra la visita al señor de Pachalcami por parte de los señores de Huar y Gualco llevando presentes como un tipo de “tributos” entre estado costeños.
Es María Rostworowski (1978) quien menciona la existencia de estos dos señoríos en el valle de cañete sin embargo brinda información limitada acerca del señorío de Lunahuaná y solo es mencionado por Garcilaso de la Vega (1617) en su obra “Comentario reales de los Incas” Según Rostworowski ambos grupos tuvieron reacciones distintas a la invasión de los incas, los Guarcos opusieron resistencia mientras los Lunahuanás parecen haber colaborados con los Incas en su campaña de conquista.
Un reconocido sitio arqueológico que se encuentra cerca de Socsi es Incahuasi que según Cieza de León (1943), fue edificado por orden de Topha Inka Yupanqui, como centro de control militar mientras intentaban la conquista de los Guarcos, entonces al encontrarse a poca distancia del sitio Socsi, estas edificaciones podría presentar diferencias o similitudes en construcción a Incahuasi o por otro lado haya sido sobre las etnias anteriores de la llegada de los Incas, siendo estos los señoríos Guarcos o Lunahuanás. 

## Colindancias
El sitio arqueológico Socsi presenta las siguientes colindancias según la carta nacional del Perú: 
- Norte : Con el cerro Cantagallo y la quebrada Lúcumo.
- Sur     : Con el sitio arqueológico La Toma y la quebrada Escalón.
- Este   : Con el cerro Caltopa.
- Oeste: Con la quebrada Cocharcas y quebrada Incahuasi.

## Distribución Espacial
El sitio arqueológico Socsi se encuentra emplazado en las faldas del cerro Cantagallos, su distribución permite observar grupos arquitectónicos pocos diferenciados y similares, aunque de distintos tamaños. Se caracteriza por tener una pendiente media y estar rodeado de rocas de distintos tamaños, además de un relieve accidentado que dificulta la presencia de asentamientos en el lugar, este tiene una forma cuadrangular alargada que se expande hacia una zona más plana, de esta forma la sociedad que se desarrolló, logró adaptarse y acondicionar el lugar para sus viviendas y unidades de producción.

## Orientación
El sitio Socsi ocupa la ladera del cerro Cantagallo, se acondicionó el espacio para la construcción de los recintos y su estabilidad en las zonas más altas con los niveles del terreno, los recintos tiene una orientación mayoritaria en dirección sureste, con un eje longitudinal de oeste a este de 63 m y un eje transversal de sur a norte de 207 m, con un área aproximado de 9,890 m2.

## Descripción

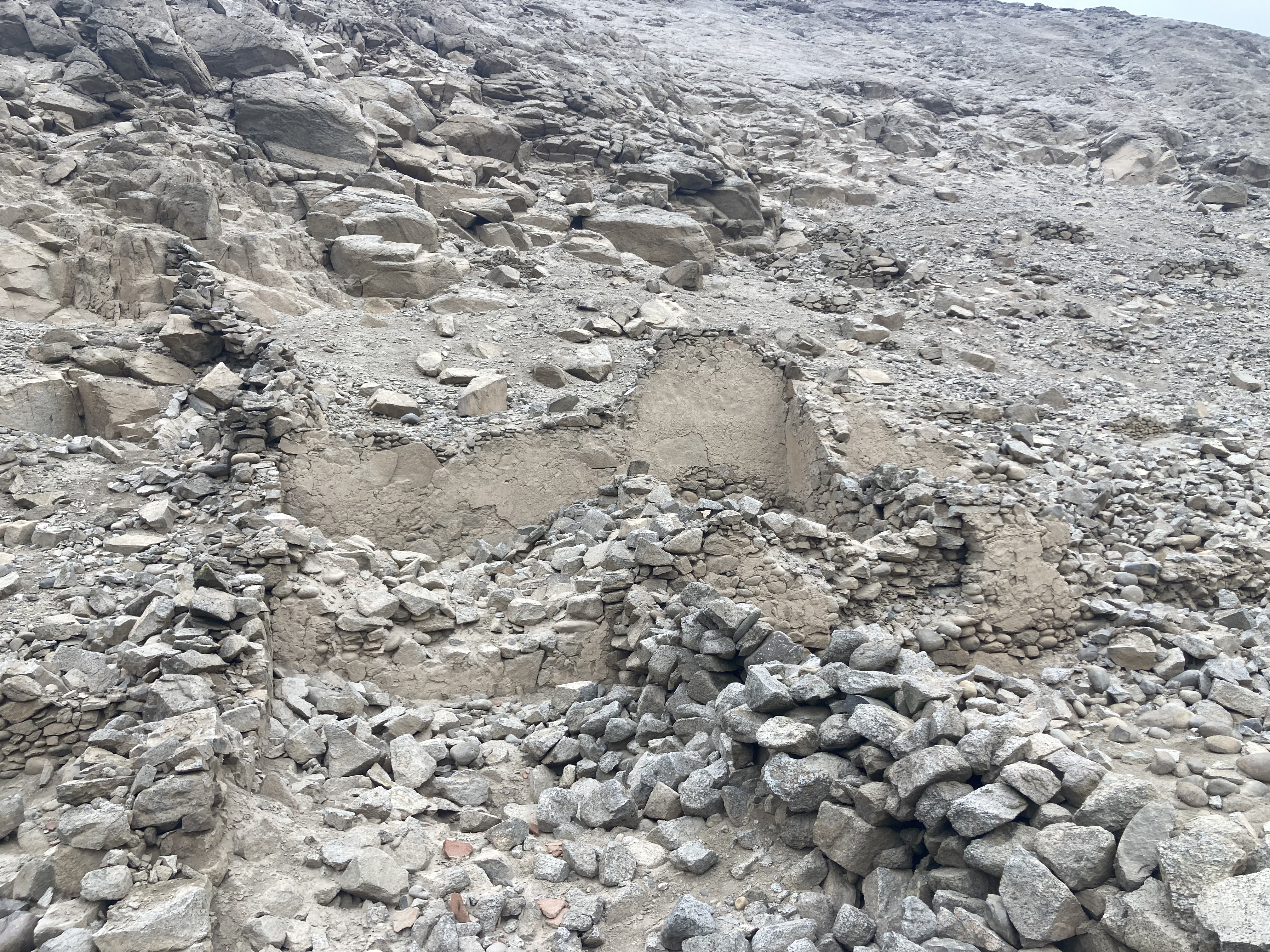
Uno de los recintos del sitio Socsi

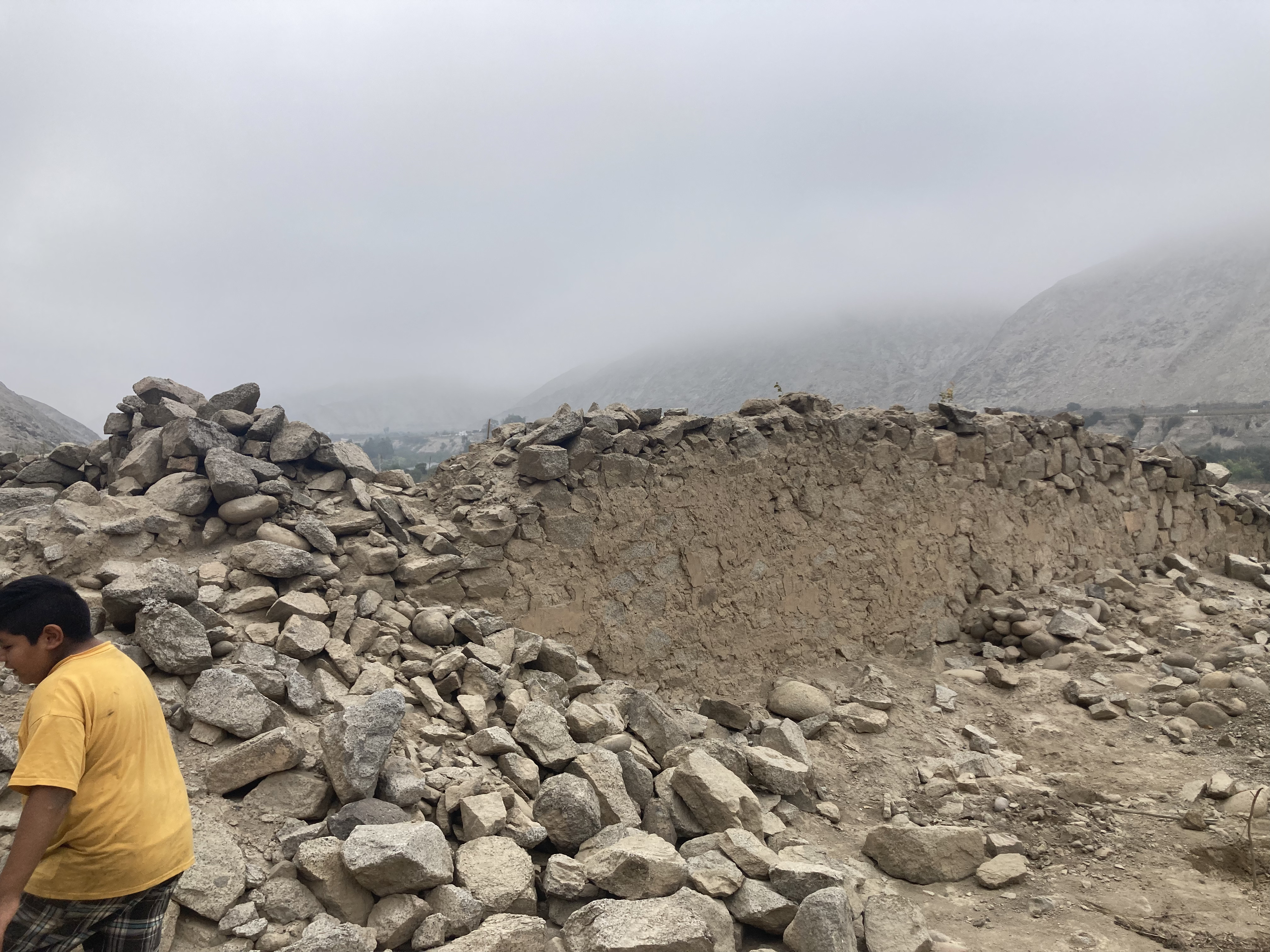
Uno de los pocos muros que aun se encuentran levantados en el sitio Socsi

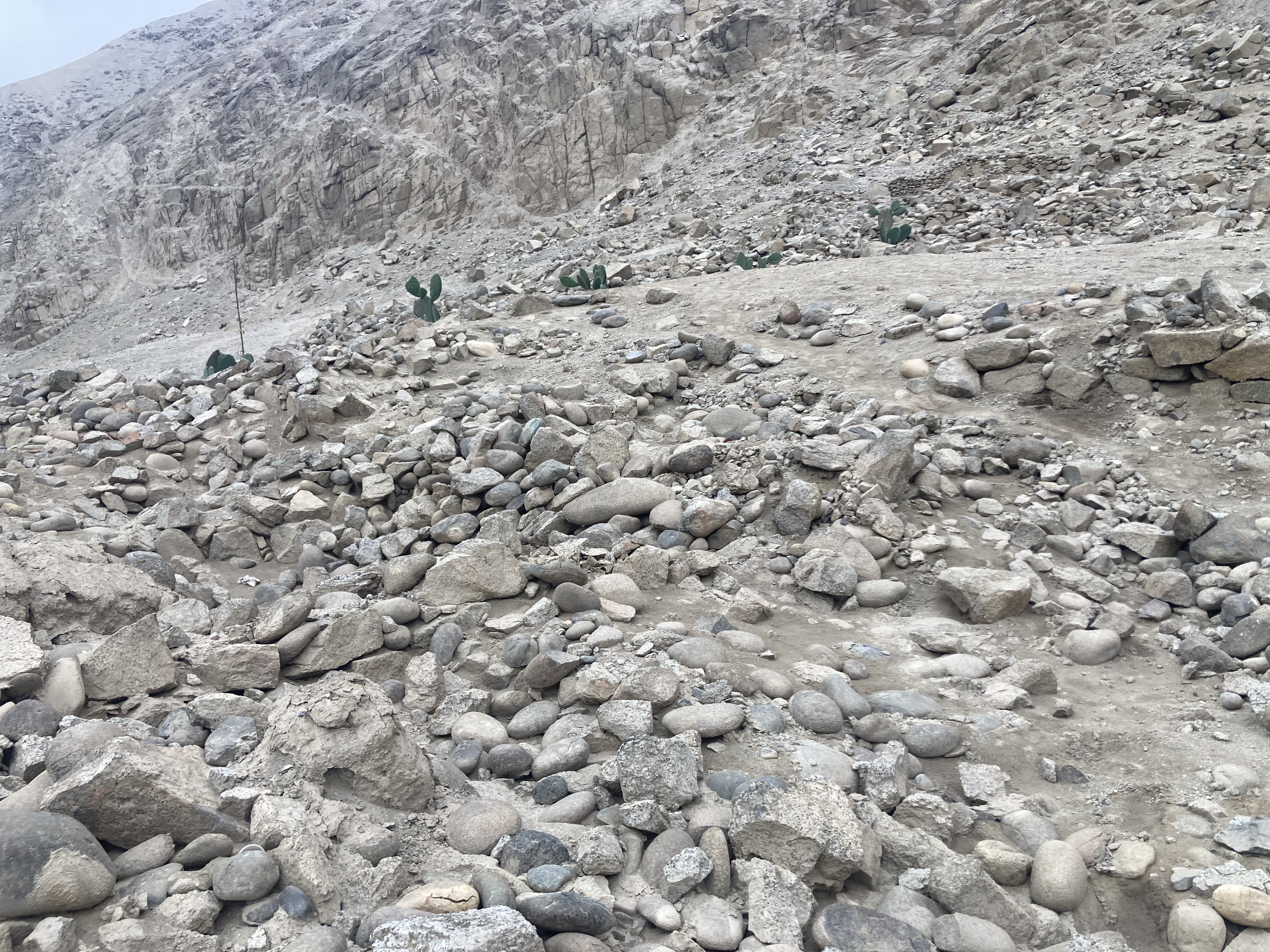
Gran cantidad de piedras por el derrumbe de las edificaciones del sitio

Para la construcción de la arquitectura del sitio Cantagallo, se edificaron estructuras provistas de muros de piedras sin trabajar mayormente, aunque también hay estructuras que han sido realizadas con piedras ligeramente trabajadas. Las piedras más comunes son de tipo granito, y han sido probablemente seleccionadas de los desprendimientos naturales como también del Río Cañete, el cual se encuentra cerca al área de investigación. Los materiales fueron unidos con mortero que consistió en mezcla de barro, agua y arena, esta argamasa sirvió para unir las piedras y rellenos de las estructuras. La materia prima es posible que también haya sido extraído de los lugares cercanos.

## Depredaciones

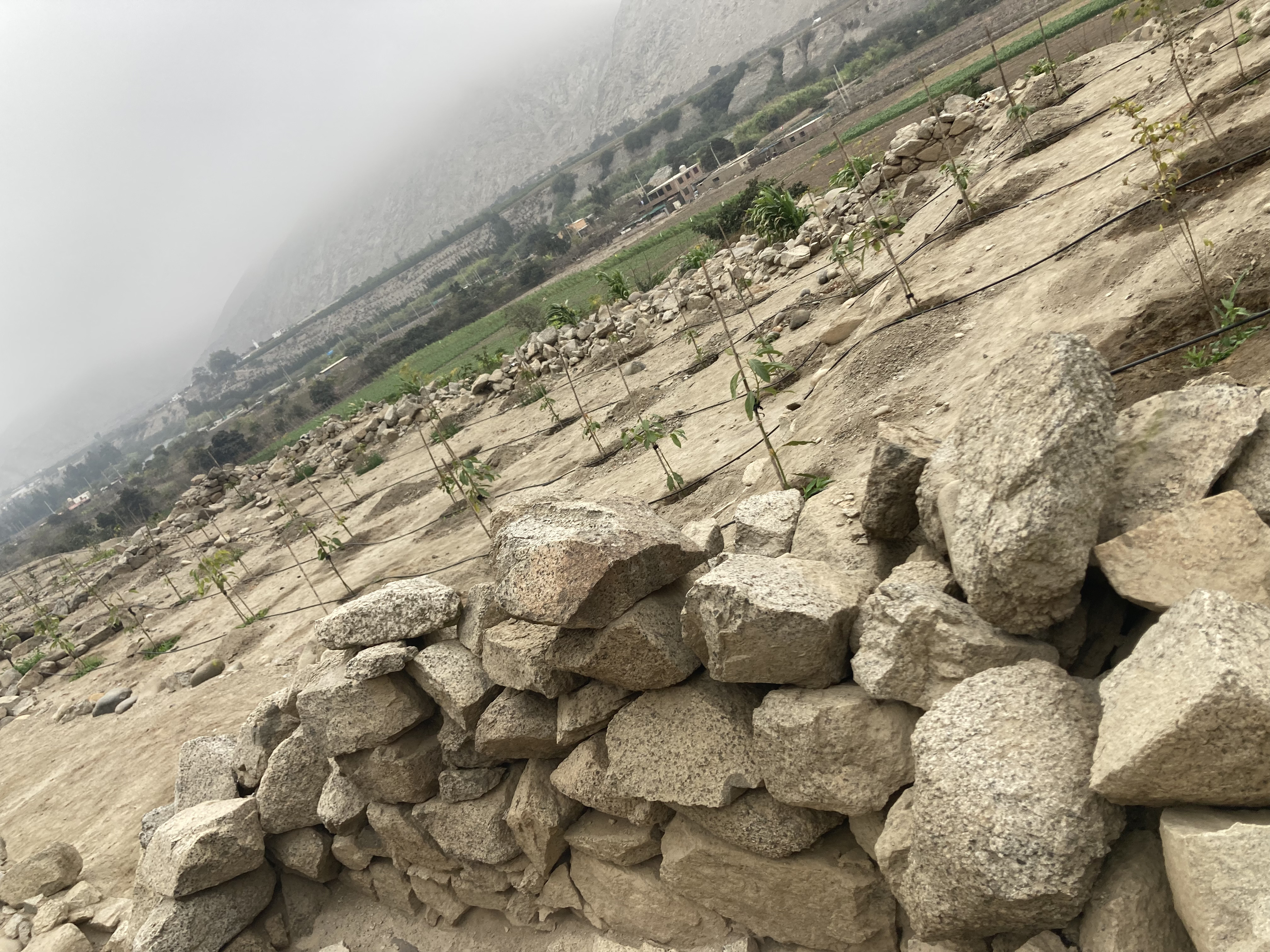
Vista de campos de cultivo sobre parte del sitio arqueológico Socsi

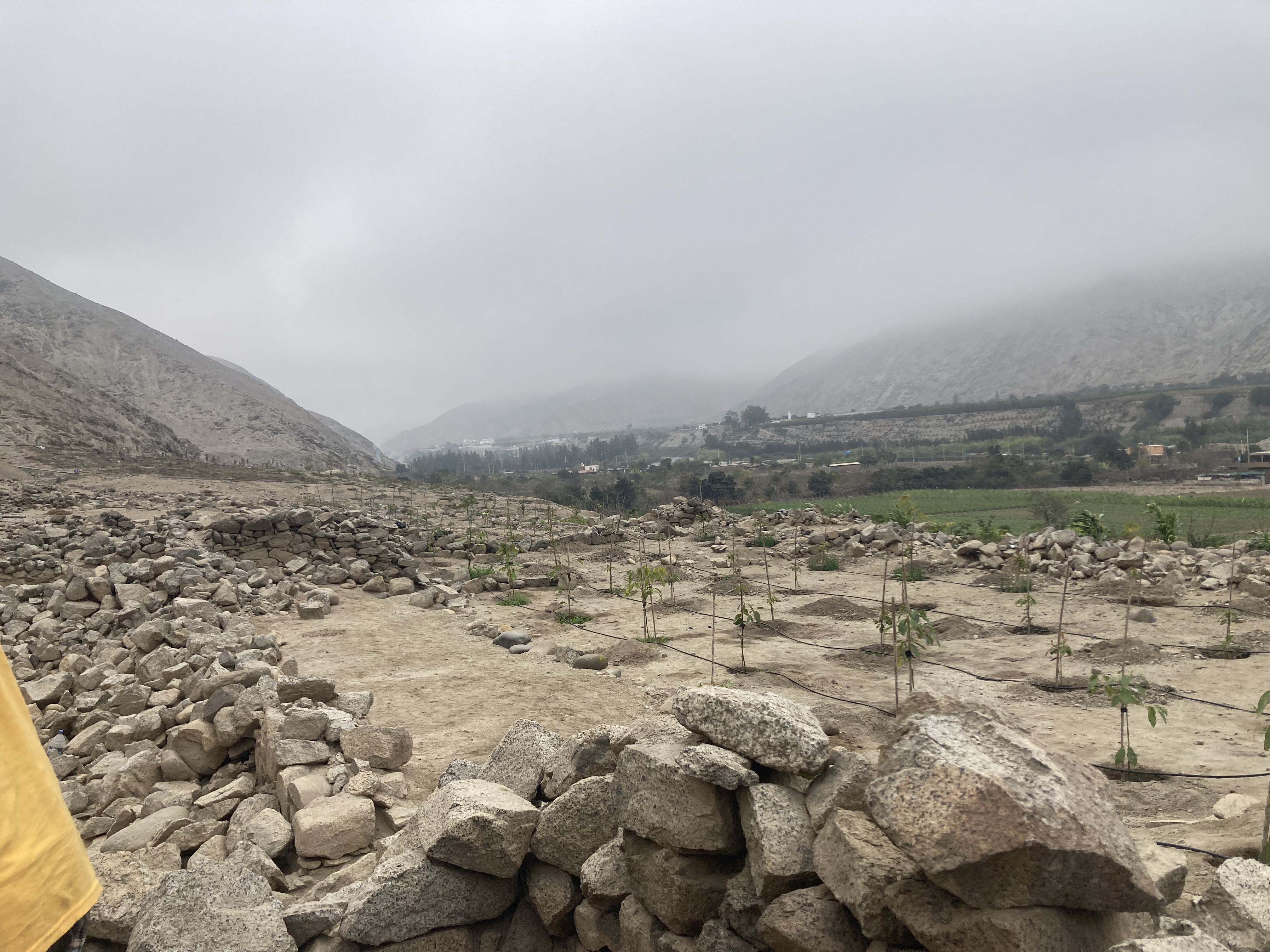
Acondicionamiento sobre el sitio

El sitio arqueológico Socsi se encuentra en su mayoría invadido por parte de la población que lo han transformándolo en tierras de cultivo, teniendo en cuenta que aun siendo protegido por el Ministerio de Cultura, no se han tomado las medidas necesarias para su preservación.

## Línea de tiempo
El sitio arqueológico Socsi fue ocupado por las etnias Huarcos y Runaguanac antes de la llegada de los Incas, con quienes ambas sociedades mostraron diferentes actitudes, los Runaguanac se sometieron a los cusqueños mientras que los Huarcos mostraron resistencia por 4 años. Con la llegada de los españoles el sitio quedó abandonado.